# Toshin Golf Tournament
Het Toshin Golf Tournament is een golftoernooi van de Japan Golf Tour. Het toernooi qordt gespeeld in de prefectuur Mie aan de Japanse oostkust.
De eerste editie was in 2010. Deze werd gespeeld op de Toshin Lake Wood Golf Club. Het prijzengeld is  ¥ 80,000,000, waarvan ¥ 12,000,000 naar de winnaar gaat. 

## Banen
- Toshin Lake Wood Golf Club in Tsu: 2010, 2011
- Ryosen Golf Club in Inabe: 2012

## Winnaars
Toshin Golf Tournament in LakeWood
- 2010:  Yuta Ikeda (-17)
- 2011:  Dong-hwan Lee (-20)

Toshin Golf Tournament in Ryosen
- 2012:  Ashun Wu po (-18)
- 2013: 10-13 oktober

po: Wu won de play-off van Yuta Ikeda op de 4de hole. Het toernooi was ingekort tot 54 holes. Wu was de eerste Chinese winnaar op de Japanse Tour. Hij kreeg 18 punten voor de wereldranglijst.